# Нульова матриця
В лінійній алгебрі нульова матриця — матриця всі елементи якої рівні нулю. Приклади нульових матриць:
{\displaystyle 0_{1,1}={\begin{bmatrix}0\end{bmatrix}},\ 0_{2,2}={\begin{bmatrix}0&0\\0&0\end{bmatrix}},\ 0_{2,3}={\begin{bmatrix}0&0&0\\0&0&0\end{bmatrix}}.\ }

## Визначення
Множина m×n матриць з елементами з кільця K утворює модуль {\displaystyle K_{m,n}\,}.  Нульова матриця {\displaystyle 0_{K_{m,n}}\,} in {\displaystyle K_{m,n}\,} — матриця всі елементи якої рівні {\displaystyle 0_{K}\,}, де {\displaystyle 0_{K}\,} — нульовий елемент кільця K.  
{\displaystyle 0_{K_{m,n}}={\begin{bmatrix}0_{K}&0_{K}&\cdots &0_{K}\\0_{K}&0_{K}&\cdots &0_{K}\\\vdots &\vdots &&\vdots \\0_{K}&0_{K}&\cdots &0_{K}\end{bmatrix}}_{m\times n}}
Нульова матриця є адитивним одиничним елементом у {\displaystyle K_{m,n}\,}.  Тобто для довільної матриці {\displaystyle A\in K_{m,n}\,} виконується
{\displaystyle 0_{K_{m,n}}+A=A+0_{K_{m,n}}=A.}
Нульова матриця є матрицею лінійного перетворення, що переводить довільний вектор у нульовий вектор.